# صوفيا أندريس
صوفيا لويز أليخاندري أندريس (من مواليد 24 أغسطس 1998) ممثلة وعارضة أزياء فلبينية.واشتهرت بأدوارها في مسلسل هي تواعد رجل عصابات و
مسلسل استرخاء ، إنه مجرد حب و مسلسل إلى الأبد و مسلسل بوسونج ليجو و باجاني.

## روابط خارجية
- صوفيا أندريس على موقع IMDb (الإنجليزية)
- صوفيا أندريس على موقع قاعدة بيانات الفيلم (الإنجليزية)

- الموقع الرسمي
- صوفيا أندريس في قاعدة بيانات الأفلام على الإنترنت
- صوفيا أندريس على إنستغرام